# Visma Arena
Visma Arena (w latach 2012–2020 Myresjöhus Arena) – stadion piłkarski położony w Växjö, w Szwecji. Obiekt może pomieścić 12 200 widzów. Budowa stadionu rozpoczęła się 31 marca 2011 roku, a otwarcie areny nastąpiło 1 września 2012 roku. Koszt inwestycji wyniósł 204 mln koron szwedzkich. Swoje spotkania na stadionie rozgrywa drużyna Östers IF. Obiekt stanął w miejscu dawnego Gamla Värendsvallen i obok lekkoatletycznego stadionu Värendsvallen, na którym grali piłkarze Östers IF przed otwarciem nowej areny. Stadion był jedną z aren piłkarskich Mistrzostw Europy kobiet w 2013 roku. Rozegrane zostały na nim trzy spotkania fazy grupowej oraz jeden ćwierćfinał turnieju.